# Max Hess
Max Hess (Coburg, Imperi Alemany, 29 de desembre de 1877 - Filadèlfia, juny de 1969) va ser un gimnasta alemany de naixement i estatunidenc d'adopció que va competir a cavall del segle xix i el segle xx. El 1904 va prendre part en els Jocs Olímpics de Saint Louis, on guanyà la medalla d'or en la prova per equips del programa de gimnàstica, com a membre de l'equip Philadelphia Turngemeinde junt a John Grieb, Anton Heida, Ernst Reckeweg, Philip Kassel i Julius Lenhart. També disputà les proves gimnàstiques del concurs complet i triatló, on fou 31è i 50è respectivament; i el triatló del programa d'atletisme, on fou 10è.